# Georges Beaume (agent)
Georges Beaume, né le 17 septembre 1921 à Lyon et décédé le 11 août 2011 à Paris, est un agent artistique et producteur français, notamment célèbre pour avoir découvert et s'être occupé de la carrière d'Alain Delon.

## Biographie

### Débuts et carrière
Originaire de Lyon, Georges Beaume commence sa carrière en tant que journaliste. Il est notamment le rédacteur en chef de Filmagazine de 1941 à 1944, d'Essor (1945 à 1946) , de Pans - Théâtre (1952 - 1957), de Jours de France (1957-1959). Il a également collaboré à Cinémonde entre 1947 et 1957. Il a été animateur du Théâtre Édouard-VII et secrétaire général des théâtres Gramont et Pigalle (1944-1945), producteur d'émissions de radio à la R. T. F. (" Les montres sacrés ", " Les jeunes animateurs de théâtre ", " Le rideau de la Compagnie Renaud-Barrault" puis à Europe I (" Le plus grand gala du monde ").
Il devient par la suite agent artistique, reconnu pour son influence dans le milieu du cinéma. Il est notamment célèbre pour avoir découvert et lancé les carrières de plusieurs acteurs emblématiques, dont Alain Delon et Romy Schneider. Sa rencontre avec Alain Delon au Festival de Cannes en 1957 a marqué un tournant dans la carrière de l’acteur, qu’il a aidé à percer dans l’industrie cinématographique.
En tant qu’agent, Georges Beaume a négocié plusieurs contrats et permis à ses protégés d’obtenir des rôles majeurs dans des films qui ont marqué l’histoire du cinéma français et international. Il a notamment été l'agent de Simone Signoret, d'Hanna Schygulla, de Nastassja Kinski et, parmi les metteurs en scène, de Joseph Losey, Roman Polanski et Andrzej Wajda.
Il se targue aussi d'avoir découvert le jeune Gérard Philippe, à ses débuts.

### Collaboration avec Alain Delon
En plus de son rôle d’agent, Georges Beaume a cofondé avec Alain Delon la société de production Delbeau. Cette société a notamment produit L’Insoumis en 1964, un film réalisé par Alain Cavalier et mettant en vedette Delon. Cette collaboration a renforcé la position de Delon en tant qu’acteur incontournable du cinéma français.
Georges Beaume prend ensuite en main les négociations entre la star et de nombreux réalisateurs européens ; de Luchino Visconti à Federico Fellini en passant par Joseph Losey. C'est lui qui présente Alain Delon à Luchino Visconti, avec lequel l'acteur tournera le Guépard ou encore Rocco et ses frères.
À l'occasion du tournage du film Plein soleil de René Clément, Georges Beaume suggère qu'Alain Delon interprète le rôle de Tom Ripley, personnage central du film, plutôt que celui de Philippe Greenleaf. Ce film sera l'un des succès les plus retentissants de la carrière d'Alain Delon.
Selon La Provence, Alain Delon et Mireille Darc auraient vécu à l'hôtel de Boisgelin, dont la bâtisse est située dans le quartier Mazarin, de 1970 à 1975 sur les conseils de Georges Beaume. « Nous avons découvert cette ville grâce à Georges Beaume, l'agent et ami d'Alain, qui y habite », écrit Mireille Darc dans sa biographie Tant que mon coeur battra en 2005. Georges Beaume a hébergé Alain Delon chez lui pendant plusieurs années.

### Relation avec Anthony Delon
En dehors de sa carrière d’agent, Georges Beaume était également proche de la famille Delon. Outre le fait qu'il fut le seul témoin du mariage d'Alain et Nathalie Delon, Beaume fut aussi le parrain d’Anthony Delon, fils ainé d’Alain Delon, et a joué un rôle important dans sa vie. Il l’accompagnait souvent dans des lieux emblématiques parisiens, comme le café Les Deux Magots.

### Décès
Georges Beaume est décédé le 11 août 2011 à Paris, dans le 13ème arrondissement, à l’âge de 89 ans. Il habitait à Paris, dans le sixième arrondissement, au 3 quai Malaquais. Il est inhumé à Lyon, sa ville natale, dans le cimetière de Loyasse.

### Vie privée
Dans son livre Les Derniers Mystères Delon, paru en 2024, Bernard Violet avance la thèse de la bisexualité d'Alain Delon et prétend que Georges Beaume était lui-même homosexuel. Il maintient ses propos dans une interview accordée au Parisien.

### Œuvre littéraire
- Vedettes sans maquillage (1952), aux Éditions de la Table Ronde.